# Estat Mérida
L'Estat Mérida és un dels 23 estats en què és dividida Veneçuela. La capital de l'estat és Mérida.

## Municipis
1. Alberto Adriani (El Vigía)
2. Andrés Bello (La Azulita)
3. Antonio Pinto Salinas (Santa Cruz de Mora)
4. Aricagua (Aricagua)
5. Arzobispo Chacón (Canagua)
6. Campo Elías (Ejido)
7. Caracciolo Parra Olmedo (Tucani)
8. Cardenal Quintero (Santo Domingo)
9. Guaraque (Guaraque)
10. Julio César Salas (Arapuey)
11. Justo Briceño (Torondoy)
12. Libertador (Mérida)
13. Miranda (Timotes)
14. Obispo Ramos de Lora (Santa Elena de Arenales)
15. Padre Noguera (Santa María de Caparo)
16. Pueblo Llano (Pueblo Llano)
17. Rangel (Mucuchíes)
18. Rivas Dávila (Bailadores)
19. Santos Marquina (Tabay)
20. Sucre (Lagunillas)
21. Tovar (Tovar)
22. Tulio Febres Cordero (Nueva Bolivia)
23. Zea (Zea)

## Governadors
- Jesús Rondón Nucete (1989-1992)
- Jesús Rondón Nucete (1992-1995)
- William Dávila Barrios (1995-1998 i 1998-2000)
- Florencio Porras (2001-2004 i 2004-2007)